# Cryptasterias turqueti
Cryptasterias turqueti är en sjöstjärneart som först beskrevs av Jean Baptiste François René Koehler 1906.  Cryptasterias turqueti ingår i släktet Cryptasterias och familjen trollsjöstjärnor. Inga underarter finns listade i Catalogue of Life.